# NB-1 Krava
NB-1 Krava bio je naoružani brod u sastavu mornarice NOVJ. Službu je započeo kao njemački ratni brod oznake HZ-8. Zarobljen je 19. prosinca 1943. ispred splitskih vrata u zajedničkoj akciji partizanskih brodova, obalne baterije s Brača te britanskog torpednog čamca.
Potopljen je 20. ožujka 1944. nakon napada neprijateljskih zrakoplova.